# Kang Hjongho
Kang Hjongho (hangul: 강형호, RR: Gang Hyeongho; Puszan (Busan), 1988. március 8.–) dél-koreai énekes, a Forestella crossover vokálegyüttes kontratenorja. PITTA néven szólóénekesként is fellép. 2017-ben, a Phantom Singer 2 című televíziós tehetségkutatóban fedezték fel.

## Élete és pályafutása
Kang Hjongho (Gang Hyeongho) Puszan (Busan)ban született. Zenész szeretett volna lenni, de a szülei ellenezték. Végül a Puszani (Busani) Nemzeti Egyetem vegyészmérnök szakán végzett.
Sorkatonai szolgálatának letelte és az egyetem elvégzése után a Lotte BP-nél dolgozott a kutatásfejlesztési részlegen menedzseri pozícióban. A cégnél töltött időszakban legalább egy szabadalom társszerzője volt, és több tanulmányt is írt.

### Énekesi pályafutása
Kang egyetemi barátaival alapította meg a PITTA együttest, mellyel 2016-ban megnyerték a Puszani (Busani) Munkavállalók Együtteseinek Versenyét.
2017-ben Kang úgy döntött, hogy jelentkezik a JTBC csatorna Phantom Singer című műsorának második évadába. A 32 bejutott versenyző között ő volt az egyetlen, aki nem kapott ének- vagy színpadi képzést. A válogató során  Az operaház fantomja című musicalből adta elő a fantom és Christine duettjét, tenor és kontratenor hangfekvésben. A Naverre feltöltött videót több millióan látták,  futótűzként terjedt a koreai nyelvű interneten. Először Puszan (Busan) és Szöul között ingázott, majd egyéves szabadságot kapott a munkahelyén, hogy eldönthesse, énekes lesz vagy visszatér a vegyiparba.
Kang a műsor folyamán Pe Duhun (Bae Duhun)nal, Cso Mingju (Jo Mingyu)val és Ko Urimmal került egy kvartettbe, akikkel végül Forestella néven megnyerték az évadot. Ezt követően egy évre szóló szerződést ajánlott nekik az Arts & Artists ügynökség, mely Dél-Korea prominens klasszikus zenészeit menedzseli.
Kang továbbra is az Arts & Artists ügynökség előadója a szóló projektjeit tekintve, az együttest 2021-ig menedzselte a vállalat. 2020 októberében az énekes kiadta első szóló kislemezét Universe címmel PITTA néven. 2021 novemberében ezt az ID: PITTA című középlemez követte.
Kang több televíziós versenyben is részt vett, szerepelt például a King of Mask Singerben (ami az Álarcos énekes eredeti koreai változata), ahol az első körben leleplezték, de nagy hangterjedelemről tett tanúbizonyságot. Ezt követően 45 versenyző közül 5. lett a Lotto Singer című műsorban, ahol elismert énekesek versenyeztek egymással. Ő kapta a zsűritől a legmagasabb pontszámot.
2024 májusában jelentette meg második középlemezét, New Normal Life címmel.

### Magánélete
Kang 2024 áprilisában veszi feleségül barátnőjét, az időjárás-jelentő Csong Mingjong (Jeong Mingyeong)ot (정민경).

## Diszkográfia

### Stúdióalbum
| Cím     | Adatok | Toplistás helyezések | Eladási adatok |
| Cím     | Adatok | KOR                  | Eladási adatok |
| ------- | --- | -------------------- | -------------- |
| Be Free | - Dátum: 2023. április 19. - Kiadó: Arts & Artists, Universal Music Korea - Formátum: CD, digitális letöltés | 36                   | - KOR: 9885    |

### Középlemezek
| Cím             | Adatok | Toplistás helyezések | Eladási adatok |
| Cím             | Adatok | KOR                  | Eladási adatok |
| --------------- | --- | -------------------- | -------------- |
| ID: PITTA       | - Dátum: 2021. november 10. - Kiadó: Arts & Artists, Universal Music Korea - Formátum: CD, digitális letöltés Számlista 1. The Nation 2. Be The One 3. Persona 4. Prayer 5. Icarus 6. Not Alone | 26                   | - KOR: 6780    |
| New Normal Life | - Dátum: 2024. május 16. - Kiadó: Arts & Artists - Formátum: CD, digitális letöltés Számlista 1. Apollon 2. Don't be quiet 3. G.T.H.O 4. Newness 5. Better 6. This song                         |                      |                |

### Kislemezek
| Cím                                                | Év   | Toplistás helyezések | Album                 |
| Cím                                                | Év   | KOR                  | Album                 |
| -------------------------------------------------- | ---- | -------------------- | --------------------- |
| Universe                                           | 2020 | —                    | nem szerepelt albumon |
| Dandelion                                          | 2021 | —                    | nem szerepelt albumon |
| The Nation                                         | 2021 | —                    | ID: PITTA             |
| Carpe Diem                                         | 2023 | —                    | Be Free               |
| Wave on the Sea (해무) (feat. Pak Taul (Park Daul) | 2024 | 165                  | nem szerepelt albumon |

## Fordítás
- Ez a szócikk részben vagy egészben  a   Kang Hyung-ho című angol Wikipédia-szócikk fordításán alapul.  Az eredeti cikk szerkesztőit annak laptörténete sorolja fel. Ez a jelzés csupán a megfogalmazás eredetét és a szerzői jogokat jelzi, nem szolgál a cikkben szereplő információk forrásmegjelöléseként.